# Vejlerne
Vejlerne eller Naturreservat Vejlerne är Nordeuropas största fågelreservat. Området, som är cirka 56    kvadratkilometer stort, är privatägt men allmänheten har tillträde till fågeltorn och gömslen.

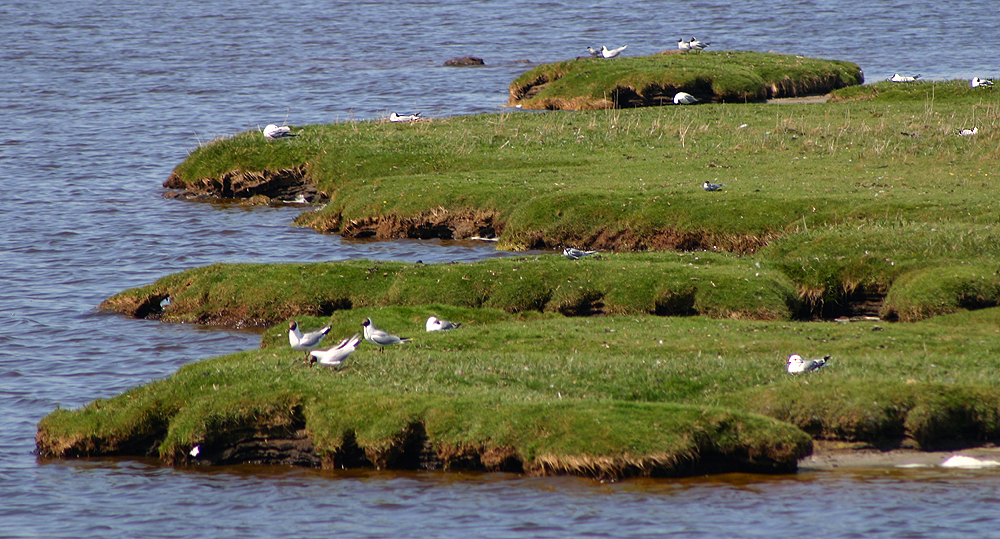
Fågelliv i Vejlerne

## Historik
Vejlerne var tidigare två grunda fjordarmar i Limfjorden. På  1860-talet försökte man att torrlägga området till odlingsmark, men försöken uppgavs. Från år 1912 utnyttjades Vejlerne huvudsakligen till betesmark samt för slåtter av hö och vass, yrkesfiske och jakt.
I den västra delen av området ligger sjöarna Tømmerby Fjord, Vesløs Vejle och Arup Vejle samt Østerild Fjord. I den östra delen ligger sjöarna Lund Fjord, Han Vejle, Selbjerg Vejle och den nästan uttorkade Bygholm Vejle. Väderkvarnen Bygholm Mølle har  använts för att pumpa vatten ur området.
Området skyddades av de privata ägarna år 1958 och två år senare utsågs det till Danmarks största naturvetenskapliga reservat. En ny sluss byggdes i dämningen vid Bygholm år 1965 och mellan åren 1978-2003 fanns en biologisk fältstation här. Vejlerne ägs sedan år 1993 av Aage V. Jensens Fonde.
Vejlerne är ett fågelskyddsområde, ett globalt våtområde (
RAMSAR) och ingår i Natura 2000 området Løgstør Bredning, Vejlerne og Bulbjerg.

## Natur
Naturreservatet Vejlerne består av betad ängsmark, vassområden och öppet vatten. Här häckar mer än 1 200 par grågäss, rördrom, årta, småfläckig sumphöna, vattenrall, skärfläcka, svarttärna och skäggmes. Det är en av de få platserna i Danmark där man ser skedstork och dvärgmås och på hösten är ängen Bygholmengen övernattningsplats för en stor mängd tranor.

## Tillgänglighet
Själva reservatet har sedan år 1960 varit stängt för allmänheten, men natur och fågelliv kan observeras från vägar, rastplatser samt 8 fågeltorn och gömslen. I naturrummet Vejlernes Naturcenter finns en utställning om området och djurlivet och genom naturrummets kikare kan man se runt i omgivningarna. Fiske är inte tillåtet.